# Quingeo (parroquia de Cuenca)
Quingeo es una parroquia del cantón Cuenca, provincia del Azuay, Ecuador. La parroquia cubre un área de 116,49 km² y, según el censo del 2010, tiene una población de 7450 habitantes.

## Historia
Quingeo se formó con la llegada de habitantes de un pueblo que se llamaba el Salado y del cantón Sígsig. El caserío pertenecía a la parroquia Paccha y después se convierte en anejo de San Bartolomé.
El nombre de Quingeo aparece por primera vez en el Archivo de la Función Legislativa en un folleto publicado en 1852, donde la Asamblea Nacional del Ecuador decreta la creación del cantón de Cuenca el 1 de septiembre de dicho año, con las parroquias rurales de Cumbe, Baños, Molleturo, Quingeo, Sidcay y Paccha.
La parroquia civil Quingeo fue creada el 8 de septiembre de 1852. Cuenta con 24 comunidades.
Quingeo fue declarado Patrimonio Cultural de la Nación el 13 de septiembre de 2009.